# 倩碧控股
倩碧控股有限公司（港交所：08367）是香港的一間連鎖餐廳集團，旗下品牌包括嫲孫樂、泰巷及峇峇娘惹。
2003年，麻酸樂首間分店在旺角開業。
2018年2月，倩碧控股在香港進行公開招股，發售2億股，招股價介乎0.27至0.33港元。
2020年10月，倩碧控股旗下品牌麻酸樂僅餘3間分店，分店數目由高峰期的13間分店大幅下跌。 
2025年6月1日，倩碧控股旗下品牌麻酸樂最後一間於位於+WOO 嘉湖的分店結業。

## 已結業的品牌
- 娜多歐陸餐廳
- 麻酸樂

## 外部連結
- 倩碧控股（页面存档备份，存于）